# ماريو ميراندا (رسام)
ماريو جواو كارلوس دو روزاريو دي بريتو ميراندا (بالبرتغالية: Mário João Carlos do Rosário de Brito Miranda‏) هو رسام رسوم متحركة هندي ولد في يوم 2 مايو 1926 في مدينة دمن وديو في الهند البرتغالية. نشر أعماله في صحيفة تايمز أوف إينديا وذا إيكونوميك تايمز. توفي في يوم 11 ديسمبر 2011 وحصل على وسام بادما فيشهوبان ثاني أعلى وسام هندي.